# Evelyne Huber
Evelyne Huber es una politóloga estadounidense y suiza especializada en política comparada y dedicada al estudio de América Latina. 
Actualmente es Profesora de Ciencias Políticas de Exalumnos Morehead en la Universidad de Carolina del Norte en Chapel Hill, donde también fue directora de esa unidad académica. Su trabajo investigativo sobre Latinoamérica se ha centrado en la democracia y la redistribución de ingresos.
Su obra ha sido considerada como destacada por su círculo gremial, razón que la llevó a ganar el Premio Guillermo O'Donnell otorgado por la Latin American Studies Association (LASA). Es, asimismo, doctora honoris causa de la Universidad de Berna.
Tres de sus libros han ganado premios por parte de la American Sociological Association (ASA) o de la American Political Science Association (APSA).

## Biografía
Huber estudió psicología social, sociología y ciencias políticas (CC.PP) en la Universidad de Zúrich, donde se graduó en 1972. Más tarde realizó su masterado en CC.PP en la Universidad de Yale en 1973, seguida de un doctorado en la misma materia por la misma universidad (1977).
De 1977 a 1978, Huber fue profesora visitante de ciencias políticas en la Universidad de Rhode Island. Al año siguiente, impartió clases en la Universidad de Wisconsin-Milwaukee y, posteriormente –durante seis años– en el College of the Holy Cross. De 1985 a 1987, fue profesora en la Universidad de California en Irvine, y posteriormente en la Universidad Northwestern (1985–1992).

## Carrera académica
En 1980, Huber lanzó su primer libro de gran impacto en su disciplina, el cual se tituló «La política de participación obrera: el caso peruano en perspectiva comparada». En él estudió el rol de los dirigentes sindicales de Perú dentro de conflictos políticos bajo sus gobiernos militares (1968–1980), encuadrando este caso como uno «autoritario-corporativista» a diferencia de Yugoslavia («burocrático–centralista») o los «liberal-pluralistas» de Francia, Alemania, Suecia y el Chile previo al golpe militar de 1973.
Linda Fuller, en una reseña sobre el libro en el American Journal of Sociology, sostuvo que un hallazgo interesante del libro consiste en que los trabajadores mientras más busquen aumentar la identificación con su lugar de trabajo pueden terminar, irónicamente, teniendo más capacidad de movilización para presionar con demandas al sistema. También hizo hincapié en la importancia de una organización sindical fuerte y unificada a nivel nacional, ya que como solo organismo legal no es suficiente.
Posteriormente, Huber trabajó la relación entre estructura económica y los movimientos democráticos en América Latina, además de la influencia que, en la región, han tenido los trabajadores sobre la elaboración de políticas públicas dirigidas al bienestar y desigualdad de ingresos. Varias de estas obras, incluyendo su libro de 1992, «Desarrollo Capitalista y Democracia», han ganado múltiples premios y siguen siendo ampliamente citadas.
En los 2000, Huber ocupó varios cargos destacados en ciencias políticas y estudios latinoamericanos. En 2006, asumió la jefatura del Departamento de Ciencias Políticas de la UNC-Chapel Hill, el que ejerció hasta 2017. De 2012 a 2013, presidió la Asociación de Estudios Latinoamericanos, tras haber sido su vicepresidenta durante dos años. También dirigió la sección de Política Comparada de la APSA durante varios años.

## Distinciones
- Doctora Honoris Causa por la Universidad de Berna (2011)[2]
- Premio Guillermo O'Donnell (2019)[1]